# Церква Святого Юрія (Битів)
Церква Святого Юрія (пол. Cerkiew Świętego Jerzego w Bytowie) — греко-католицький парафіяльний храм у місті Битів на півночі Польщі. Належить до Гданського деканату Ольштинсько-Гданської єпархії УГКЦ.
Названа на честь святого Юрія, колишня євангелічна церква (нім. Bergkirche Sankt Georg), збудована у 1675—85 роках за характерною фахверковою системою. Після генерального ремонту у 80-х роках ХХ століття — греко-католицька церква, в якій можна побачити табернакль з XVII століття з церкви Святої Параскеви в Сурохові, іконостас (царські врата) та купол храму в стилі візантійської архітектури. Раніше церква називалася Кашубською (богослужіння тут проводилися кашубською мовою).

## Храм до 1945 року
До кінця Другої світової війни храм також функціонував під назвою Святого Юрія (Георгія), проте поширеною була його назва — Церква на горі з німецької Бергкірхе (Bergkirche).

### До періоду Реформації

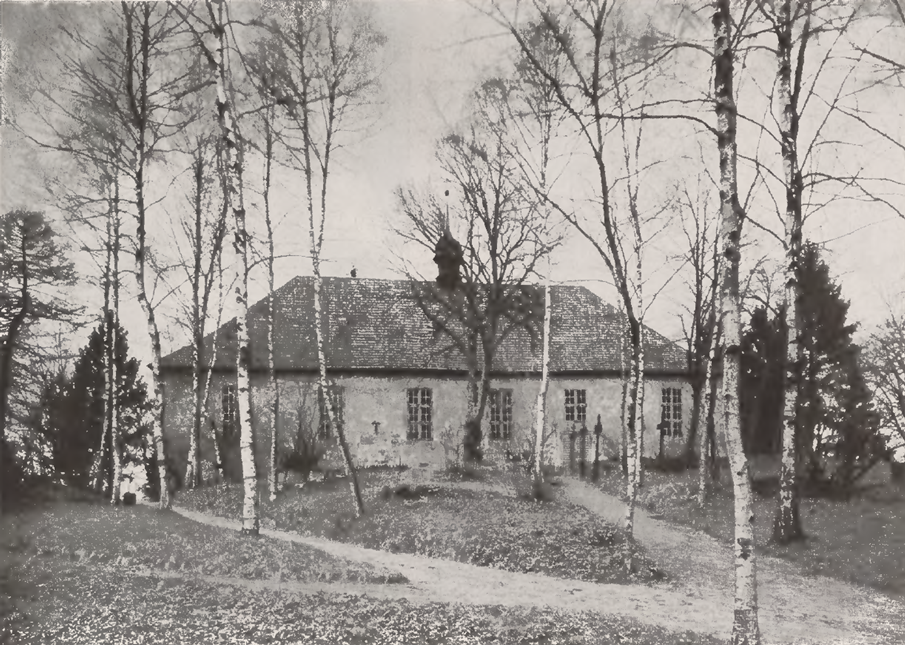
Храм св. Юрія перед 1939

На місці нинішньої церкви, на горі, спочатку в XV столітті стояла дерев'яна приватна каплиця. Перша згадка про каплицю на пагорбі є недатованою і походить зі звіту міської ради Битова, де зазначено, що каплицю збудували Ніколаус Бломе та його дружина Гертруда за згодою ради та пароха Павла Гремліна. Ніколаус Бломе згадується в документах 1445 та 1472 років як бургомістр, а Павло Гремлін був парафіяльним священником у Битові згідно з документами 1472 року. Виходячи з цієї інформації, будівництво первісної Юріївської каплиці на пагорбі можна віднести до 1470 року.
15 жовтня 1490 року було видано підтвердження про надання Гертруді — на той час уже вдові Ніколауса Бломе — каплиці «за мурами міста Битова» (лат. extra muros opidi butow). Згідно з записом від 1 червня 1491 року, відповідно до заповіту померлого Бломе, спадкоємцем каплиці став парафіяльний священник Георг Вольдер, який пізніше передав патронат над храмом міській раді.

### Після періоду Реформації

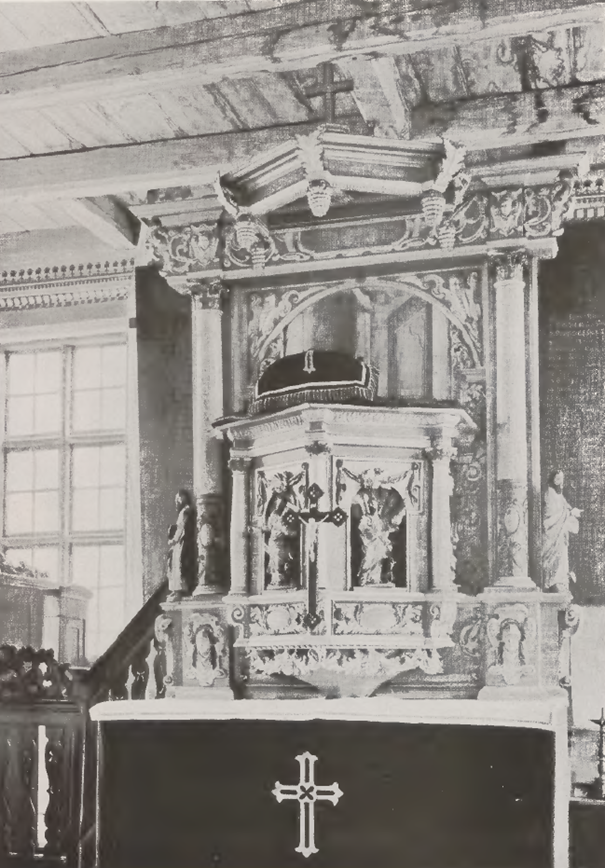
Престольний вівтар XVII—XVIII ст.

За свідченнями близько 1640 року, «церква на горі» (старонім. aufm Berge) була побудована протестантською церквою до 1551 року. Можливо, як нова церква на місці більш ранньої каплиці, а можливо, просто відремонтована і розширена для задоволення нових потреб. На той час будівля була ще дерев'яною. Нею користувалися євангелісти з навколишніх сіл Битівської парафії. Проповіді місцевим діалектом тут виголошував, зокрема, Шимон Крофей, пастор, який за фінансової допомоги Барнима Х у 1586 році видав «Духовні пісні» кашубським діалектом. У period контрреформації право протестантів на володіння церквою було успішно відстояно, тож храм належав їм протягом усього періоду.
Однак є відомості, що в XVI столітті костел було перетворено на стодолу, а в 1629 році під час польсько-шведської війни він згорів, після чого був знову відбудований у дерев'яному вигляді.
На карті Любінуса 1618 року церква зображена на плані міста Битова як храм на пагорбі з шатровим дахом, ризницею і вежею посередині даху. Храм служив похоронним костелом до 1637 р., потім — міським костелом до спорудження ораторії при ратуші (бл. 1670 р.), тимчасово також після 1700 р. (до відбудови згорілої ораторії).
У 1641 р. церква була в аварійному стані і без оздоблення. Її незадовільний стан призвів до того, що в 1673 році вона була зруйнована ураганом. Зруйнована таким чином церква була відбудована між 1675 і 1685 роками до сучасного вигляду (збереженого і під час реконструкції 1980-х років) у вигляді цегляного храму з шатровим дахом, вкритим ґонтом, і невеликою башточкою посередині храмового даху.
У 1843 р., після 30-річного простою, він був капітально відремонтований у зв'язку з необхідністю використання храму під час будівництва костелу Святої Єлизавети (нині костел Святої Катерини Олександрійської та Іоанна Предтечі в Битові) у 1843—1854 рр. Під час ремонту, серед іншого, були засипані і замуровані частково обвалені крипти.
У 1925 році в статті Альберта Ренца в газеті «Unser Pommerland», тодішнього пастора парафії, вказується, що церква довгий час не використовувалася, проте на початку 1920-х років недільні богослужіння були відновлені й служби проводилися регулярно протягом тижня.

## Храм після 1945 року

### Одразу після війни
Унаслідок бойових дій на східному фронті в березні 1945 року (Померанська операція) Битів був зайнятий Червоною Армією. Згідно з протоколом комісії (до складу якої входили, зокрема, бургомістр Битова Адам Казімерчак та парох римо-католицької парафії Альфонс Менціковський) від 8 березня 1946 р., костел був «у непошкодженому стані, за винятком органу, який не мав металевих труб. Церква, збудована примітивно і сильно пошкоджена часом, не мала великої художньої цінності, за винятком трьох релігійних картин, висячої кулі — колись, можливо, вічної лампадки або канделябра». Опіку над церквою тоді доручили парафіяльному священнику.

### У руках битівських методистів
У серпні 1947 року римо-католицький священник Натер згадує, що, попри те, що Бергкірхе належала римо-католицькій парафії, у зв'язку з необхідністю масштабного і дорогого ремонту вона не використовувалася для пастирських цілей, тим більше, що в Битові та околицях залишалася група протестантів, які також шукали місце для проведення богослужінь, і римо-католики надали їм у користування костел. Групу, яка спочатку налічувала близько 80 віруючих євангелістів (переважно німецької національності), через «кадровий голод» очолив методистський пастор. Методистський осередок у Битові розростався, його наповнювали не лише місцеві віруючі, але й нові поселенці з центральної Польщі. Однак церква перебувала в аварійному стані, тому тимчасово методисти Битова збиралися також у приміщенні по вул. Дворцовій, 5.
Костел зазнав значних пошкоджень у 1950-х роках — серед іншого, вандали побили в ньому вікна. Саме тому парох методистської парафії звернувся до повітової народної ради з клопотанням про визнання церкви пам'яткою, що нарешті й сталося 19 березня 1960 року, коли церква була визнана пам'яткою третього класу і внесена до реєстру тодішнього Кошалінського воєводства. Саме в цей час методисти вирішили назавжди переїхати до церкви й розбудовувати її. У 1964 або 1965 році в храмі були проведені ремонтні роботи. Однак у зв'язку з хвилями еміграції до Західної Німеччини, які ще більше посилилися після підписання у 1970 р. договору між ПНР і ФРН, методистська церква занепала і в 1972 р. кількість віруючих оцінювалася в 10 осіб на весь повіт. У цей час тривало руйнування храму — серед іншого, були викрадені всі статуї, виламані двері, знищене все дерев'яне оздоблення. У зв'язку з неможливістю тодішнього пароха Мечислава Островського (який проживав у Слупську) доглядати за пам'ятником, уцілілі елементи оздоблення — у тому числі хрестильна купіль з XVIII століття, надгробні епітафії тощо — були передані на зберігання до музею в Битові. У наступні роки віруючі церкви послідовно виїжджали з країни, а руйнування храму швидко прогресувало до такого стану, що будівля опинилася під загрозою обвалу.

### Храм як греко-католицька церква

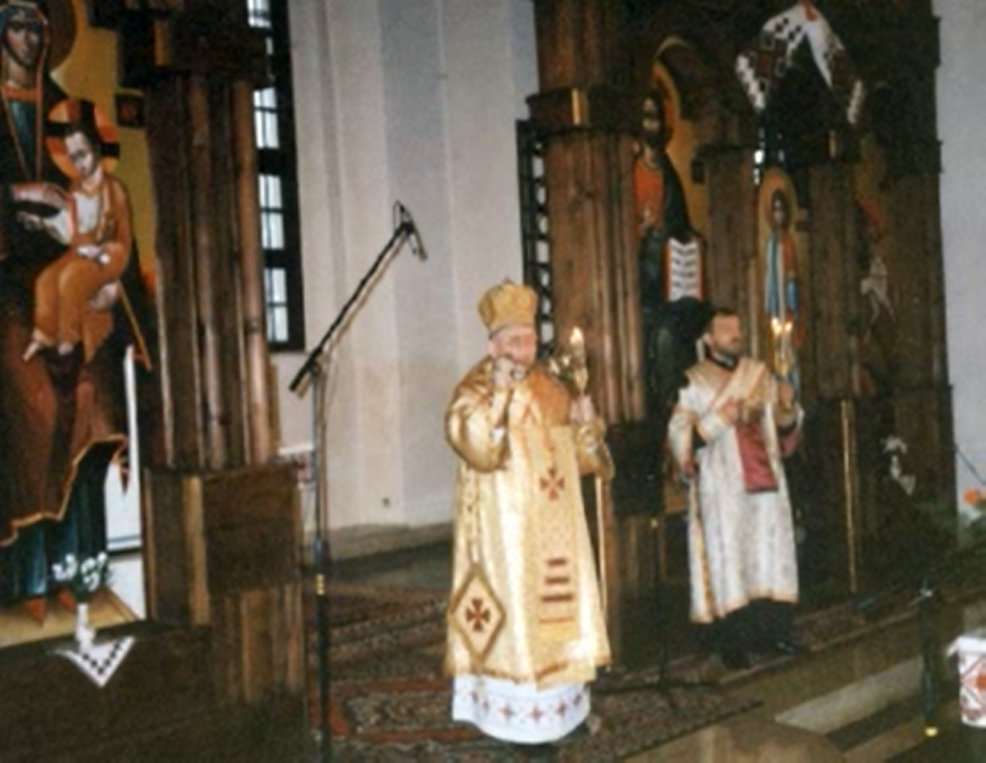
Іван Мартиняк під час освячення храму

Унаслідок операції «Вісла» у 1947 році до Битівського повіту прибули українці, переселені з південно-східних територій Польщі, які були переважно вірянами греко-католицької церкви. Греко-католицька парафія була створена в 1950 році, але свого храму греко-католики не мали — літургії відправлялися, серед іншого, в каплиці при дитячому будинку, у приватних будинках і, з багатьма перервами й неприємностями, в римо-католицькому костелі Святої Катерини — серед іншого, у сталінський період влада заборонила греко-католицьким священникам в'їзд у воєводство, що призвело до відсутності в Битові душпастиря. Постійно літургії в костелі почали проводитися з 1957 року внаслідок відлиги Гомулки.
Через деякий час греко-католики почали шукати можливості для побудови власного храму, адже більшість віруючих-методистів виїхали з країни — найкращим «кандидатом» виявилася колишня євангелічна Бергкірхе, яка, однак, почала руйнуватися. У 1982 році методисти продали будівлю і нарешті у 1984 році розпочалася відбудова храму. У другій половині 1989 року в ще недобудованому храмі почали проводити богослужіння. Тоді ж було встановлено іконостас, купол, що увінчує церковний шпиль, та лави для вірян.
28 жовтня 1989 року єпископ Іван Мартиняк урочисто освятив церкву, зберігши покровителя храму — святого Юрія. Відтоді церква служить греко-католикам.

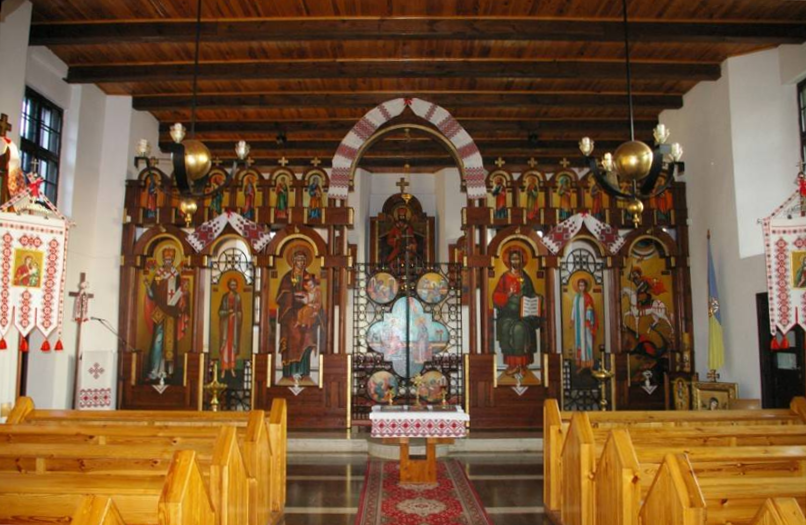
Сучасний внутрішній вигляд церкви Святого Юрія